# 聂日雄乡
聂日雄乡（藏語：ཉ་རི་གཞུང་，威利转写：nya ri gzhung），是中华人民共和国西藏自治区日喀则市桑珠孜区下辖的一个乡镇级行政单位。

## 行政区划
聂日雄乡下辖以下地区：
得日村、嘎地村、穆村、聂秀村、贡村、甲庆孜村、康萨村、加列村、仲松村、仲堆村、彭贡村、扎西岗村、珠嘎村、强林村、果央村和帕仲村。